# Zwota-Zechenbach (železniční zastávka)
Zwota-Zechenbach je železniční zastávka v Zechenbachu, městské části německého města Klingenthal ve spolkové zemi Sasko. Leží na neelektrizované jednokolejné trati Sokolov–Zwotental.
Zastávku spravuje společnost DB InfraGO, pravidelnou vlakovou dopravu v ní provozuje společnost Die Länderbahn.

## Historie
24. prosince 1875 byla spuštěna společností Chemnitz-Aue-Adorfer Eisenbahn Gesselschaft železniční odbočka ze Zwotentalu do Klingenthalu. Odbočka vznikla v reakci na výstavbu železniční tratě ze Sokolova, kterou prováděla Buštěhradská dráha. Podle původních plánů mělo dojít k napojení české tratě na saskou síť. Saská odbočka do Klingenthalu byla po českém vzoru navedena podél řeky Svatavy.
Železniční zastávka Zwota-Zechenbach byla otevřena 1. května 1909 a měla umožnit místním obyvatelům snadno se dopravovat do okolí včetně centra Klingenthalu.
Původní železniční společnost byla později znárodněna a stala se součástí Říšskoněmeckých státních drah, následně byl německý úsek tratě spolu se zastávkou spravován i následovnými východoněmeckými říšskými drahami, po znovusjednocení Německa trať i zastávku převzala společnost Deutsche Bahn. Provoz vlaků v zastávce velmi záhy převzala nově vzniklá soukromá společnost Vogtlandbahn.
Zastávka byla vybavena i čekárnou, která však byla pro svůj špatný technický stav zbourána v roce 2011.